# Piroelectricitat

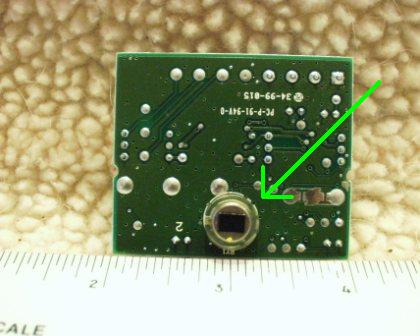
Element piroelèctric (assenyalat per la fletxa verda) en un circuit integrat.

La piroelectricitat es tracta de la polarització electroestàtica de cristalls allargats, per l'acció de la temperatura. Aquesta propietat es dona en cristalls dotats d'eixos polars. Els extrems d'aquests eixos es carreguen amb electricitat de signe oposat, mentre s'esclafa el cristall i mentre es refreda (amb inversió de pols), però no si la temperatura roman estacionària.

## Història
El 1824, David Brewster demostrà efectes piezoelèctrics utilitzant sal de la Rochelle, decidint anomenar l'efecte piroelectricitat. El fenomen va ser descobert per pur atzar quan un cristall acicular de turmalina va caure damunt de cendra calenta. En retirar el cristall, part de la cendra va quedar adherida a la punta d'aquest. En 1883, el físic Alemany August Kundt va posar en evidència aquesta propietat empolvorant sobre un cristall calent de turmalina, una mescla molt fina de sofre i mini (òxid roig de plom) El sofre s'electritza negativament i el mini positivament. En quedar electritzades les dues puntes del cristall, les dues substàncies s'adherien al mateix en puntes contràries.

## Experiments pràctics
Uns experiments senzills poden fer-se perfectament en un laboratori escolar o bé per un col·leccionista de minerals que disposi de cristalls allargats de turmalina verda (elbaïta), fil de cotó, un suport per a penjar el mineral del fil, una placa calefactora i una vareta de plàstic i una de vidre, un tros de llana o pell de gat, un tros de seda natural, i un pèndol electroestàtic (o bé trossets de medul·la de saüc, o també serveixen petits trossets de paper).

### Primera experiència: Posar en evidència el dipol elèctric
Amb el fil es lliga la turmalina per la meitat. Cal fer-ho de manera que agafant el fil, el cristall penjat estigui completament equilibrat. Preparar el suport de tal manera que s'hi pugui penjar el fil. Posar el cristall sobre la placa durant uns segons. S'ha d'anar provant el temps d'escalfament, que sigui suficient però no gaire per evitar trencar la peça. Mitjançant el fil, el cristall, treure'l de la placa i penjar-lo en el suport. Procurar que el cristall estigui quiet. Ara hem de fregar molt suaument el plàstic amb la llana. Apropar-lo al pèndol. Ha d'atraure'l. Acostar-lo al cristall. Aquest girarà de tal maneta que el pol positiu s'orienti cap a la vareta de plàstic, carregada negativament. Tot seguit cal fregar amb força la vareta de vidre amb la seda (costa bastant electritzar el vidre). Provar amb el pèndol i, quan ja demostri la seva càrrega, cal apropar-lo al cristall. En aquest cas és l'altre pol (el negatiu) el que s'orienta cap al vidre que és positiu. Hem de tenir la precaució de no carregar massa la vareta de plàstic. Pot atraure el fil de cotó i crear torsions que mourien el cristall d'una forma completament imprevista, fallant per això l'experiència.

### Segona experiència: Interaccions entre dipols.
Necessitem dos cristalls de turmalina lligats amb el seu fil de cotó. Escalfarem el dos en la placa. Penjarem un d'ells i, amb la mà, agafarem l'altre (pel fil) i, estant ben quiet, l'aproparem al primer. Podrem veure la repulsió de pols iguals i l'atracció de pols diferents.

## Aplicacions
Les aplicacions més comunes d'aquests sensors piroelèctrics són Piròmetres (mesura de temperatura a distància a forns, vidre o metall fos), sensors passius d'infraroigs, mesura de radiació, detecció de flames, detecció de pèrdues de calor en oficines, residències o edificis, mesures de potència generades per una font de radiació, analitzadors d'infraroig, detectors de CO₂ i altres gasos que absorbeixen radiació, detectors d'infraroig emeses pel cos humà (per a detecció d'intrusos i de presència en sistemes d'encesa automàtic d'il·luminació o calefacció d'habitatges, obertura de portes, detecció de pols làser d'alta potència, termòmetres d'alta resolució (6x10 °C) i detectors de persones o de moviment.